# The Ultimate Ride
The Ultimate Ride, uscito anche come Superbike Simulator, è un videogioco di moto da corsa per computer Amiga e Atari ST, pubblicato nel 1990 da Mindscape.

## Modalità di gioco
Con visuale in prima persona, si gareggia su piste reali tipo Spa, Donington o Suzuka e su piste non reali, inoltre si possono scegliere varie moto su licenza ufficiale. Dopo la quinta caduta o incidente il gioco finisce.
Sono presenti dettagli come la presentazione delle motociclette con musica rock, gli specchietti, il contagiri e il tachimetro funzionanti nel gioco e la modalità a due giocatori, con lo schermo diviso in due verticalmente. Anche gli pneumatici sono selezionabili e su licenza.

## Moto disponibili
Le moto disponibili nel gioco sono Sei:
- Honda CBR 600 Hurricane
- Honda RC30
- Kawasaki ZX-R Ninja
- Suzuki GSX-R 1100
- Yamaha V-Max
- Yamaha Fazer 400